# Distretto di Gagra
Il distretto di Gagra (in georgiano გაგრის რაიონი?) è una municipalità della Georgia, de facto appartenente all'Abcasia. Il suo capoluogo è Gagra.